# Le Soir sur les terrasses
Le Soir sur les terrasses est une huile sur toile réalisée en 1879 par le peintre français Benjamin-Constant. Cette œuvre orientaliste, conservée au Musée des beaux-arts de Montréal, est représentative de la fascination de l'artiste pour les paysages et les scènes de la vie quotidienne au Maroc, où il séjourna à plusieurs reprises. L'œuvre fait partie de la collection permanente du musée et illustre l'intérêt pour l'Orient dans l'art européen du XIXe siècle.